# Borda del Rei (Toralla)
La Borda del Rei era una borda del terme municipal de Conca de Dalt, dins de l'antic terme de Toralla i Serradell, pertanyent al poble de Toralla, a l'oest del municipi. Dona nom al territori del seu entorn.
Està situada al sud-est de Toralla, a l'altra banda de la vall. És, per tant, a la dreta del barranc de Mascarell, al vessant nord-est de la Serra de Ramonic.